# Piqueta (herramienta)

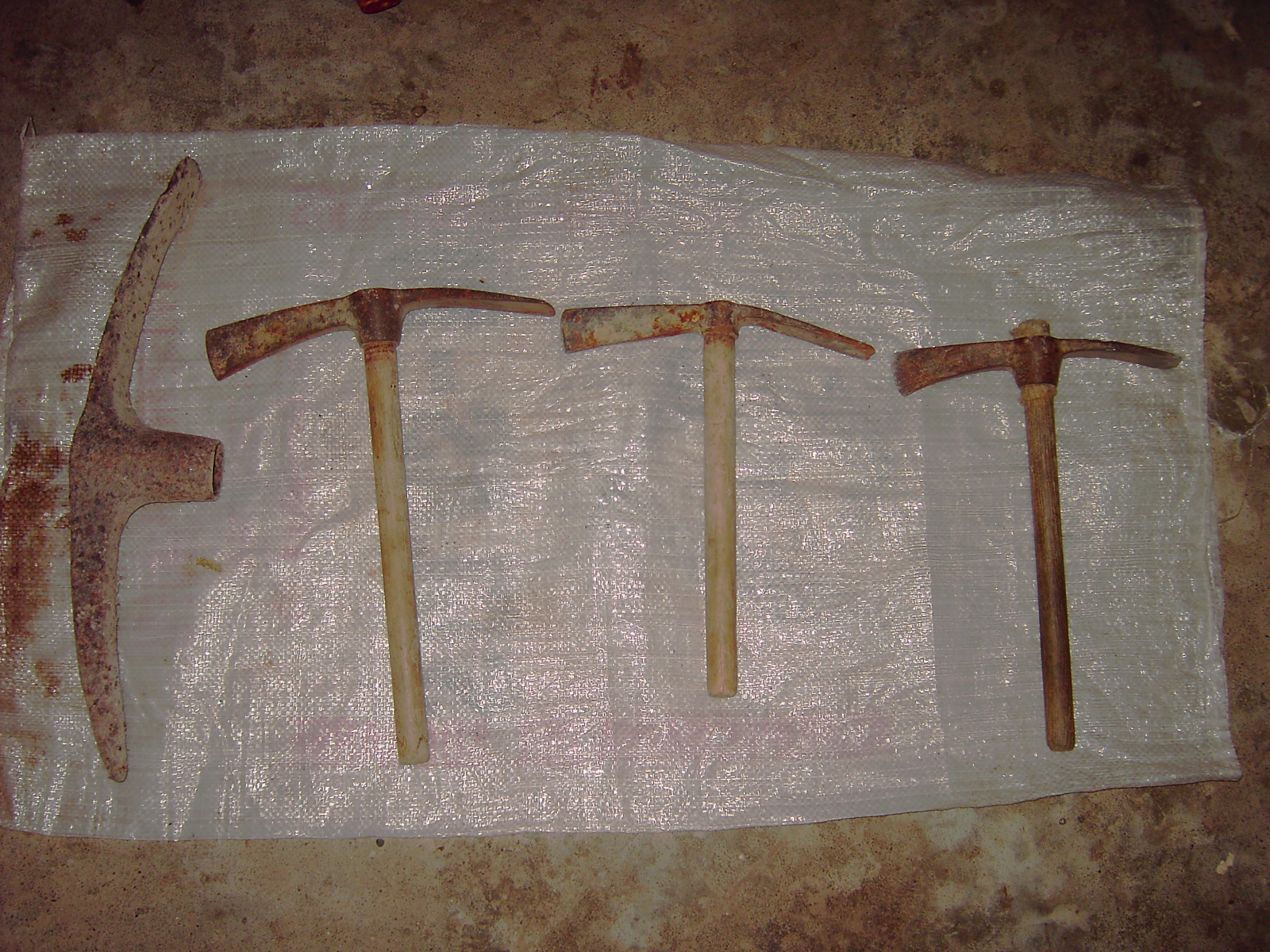
Comparativa de un pico y tres piquetas

Se llama piqueta a una especie de azadón o pico pequeño cuyo hierro se caracteriza por terminar por un extremo en pico y en el otro en forma de pala cortante. 
Antiguamente, se usaban las piquetas en la fundición de cañones para cortar el borde de los moldes y para formar la canal que se abre en la fosa para dirigir el metal desde el horno a los moldes. 
Se llama piquetilla de empedrador a una piqueta pequeña con el mango muy corto cuyo hierro es de figura de hoja de salvia por un lado y por el otro de boca de martillo. La usan los albañiles.